# John Williamson (Politiker)

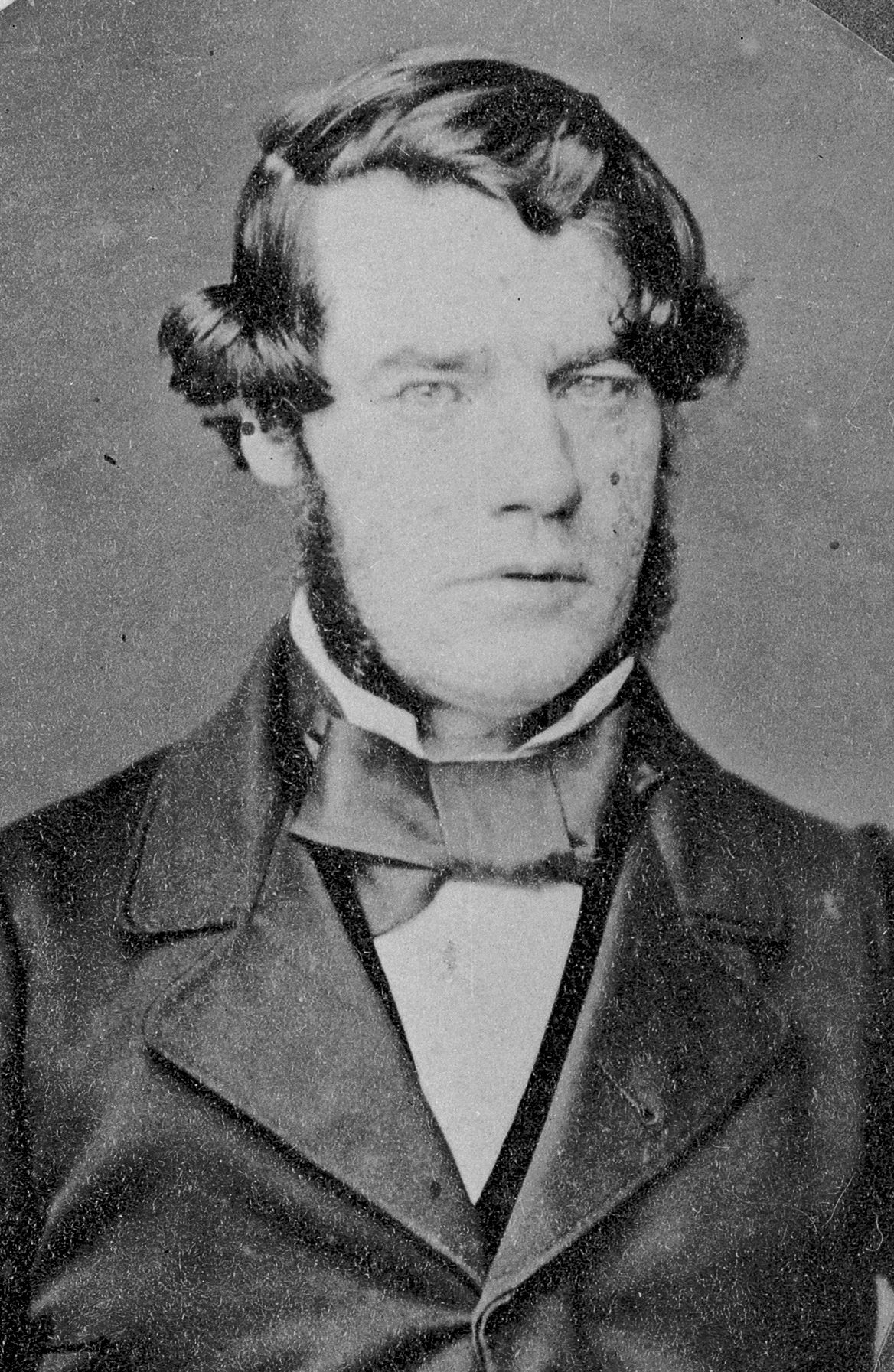
John Williamson (1860)

Sir John Williamson (* 25. August 1815 in Newry, County Down, Irland; † 16. Februar 1875 in Auckland, Neuseeland) war ein irischer Drucker und späterer neuseeländischer Zeitungsverleger und Politiker. Er war Mitglied des House of Representatives.

## Frühes Leben
John Williamson wurde am 25. August 1815 in Newry, im County Down in Irland gelegen, geboren. Über seine Eltern, seine Kindheit und auch Jugendzeit ist nichts bekannt. Er absolvierte eine Druckerlehre und heiratete vermutlich im Jahr 1833 oder 1834 Sarah Barre, mit der er fünf Kinder hatte, aber zwei von ihnen im Kindesalter starben.

## Australien
1840 wanderte Williamson mit seiner Familie nach Australien aus und ließ sich zunächst in Sydney nieder. Dort arbeitete er zunächst für die Zeitung Australasian Chronicle und danach für den Sydney Monitor. Zu dieser Zeit war Williamson alkoholabhängig und brachte sich damit in Schwierigkeiten.

## Neuseeland
Am 1. Juli 1841 reiste er auf der Shamrock nach Neuseeland und arbeitete für die Auckland Printing Company als Drucker in Auckland bis die Firma an die Regierung verkauft wurde.

### Herausgeber von The New-Zealander
1845 erwarb er die Druckerei der Wesleyan South Seas Missions und wurde am 7. Juni 1845 mit der Erstausgabe des New-Zealander Zeitungsverleger in Auckland. Am 1. Januar 1848 stieg W. C. Wilson mit in das Geschäft ein und wurde Williamsons Partner. Ihre Zeitung unterstützte die Politik von Gouverneur George Edward Grey, lebte von Druckaufträgen der Regierung und entwickelte sich mit zu einer der führenden Zeitungen in Auckland. Als Williamson als Chefredakteur die liberalen Besiedlungspläne und Einwanderungspolitik befürwortete, schied sein Partner Wilson 1863 aus dem Unternehmen aus. Die Pro-Māori eingestellte Position des New-Zealander brachte das Blatt in finanzielle Schwierigkeiten und als am 7. Mai 1866 das Redaktionsgebäude abgebrannt wurde, gab Williamson auf und stellte die Zeitung ein.

### Provinzrat und Superintendent
Noch während seiner Zeit als Zeitungsmacher engagierte sich Williamson in der Politik und ließ sich von 1853 bis 1956 in den Auckland Provincial Council (Provinzrat) wählen, wo er sich um die Rentnersiedlungen kümmerte. Am 11. November 1856 wurde er dann zum Superintendenten der Provinz Auckland gewählt. Am 9. November 1861 konnte er bei einer erneuten Wahl für das Amt sich nur knapp behaupten. Doch aus Frust über einen seiner Meinung nach feindseligen Rat und als erbitterter Gegner des Native Lands Act trat er am 18. Oktober 1862 zunächst von seinem Posten zurück, trat dann doch überraschenderweise in der nächsten Wahl an und unterlag. Der Grund lag in seiner den Māori gegenüber versöhnlichen Politik, die seinerzeit in der Bevölkerung nicht gut ankam.
Im November 1865 wurde Williamson dann wieder in den Provinzrat gewählt und im April 1867 ohne Gegenkandidat wieder zum Superintendenten für Auckland. Nachdem er dann im Jahr 1869 in der Wahl für das Amt wieder unterlag, konnte er sich aber in der nachfolgenden Wahl am 20. November 1873 gegen seinen Gegenkandidaten durchsetzen und blieb Superintendent bis zu seinem Tod im Jahr 1975.

### Mitglied des Repräsentantenhauses
Von 1855 bis 1860 war Williamson Mitglied des House of Representatives für die Pensioner Settlements und von 1861 bis 1875 für den damaligen Wahlkreis City of Auckland West. Von 1866 bis 1870 war er zusätzlich als Crown Lands Commissioner tätig und als Kurator für Nachlassangelegenheiten Auckland.

### Sein Glaube und Überzeugung
Williamson, der früher einmal der Trunksucht verfallen war, konnte durch Reverend Walter Lawry vom Alkohol ablassen und wurde Anhänger des Wesleyanischen Glaubens. Auch wurde Williamson Anhänger der Abstinenzbewegung, war aktiv bei den Guttempler, bei der British and Foreign Bible Society, bei dem Mechanics' Institute und wurde Mitbegründer der Odd Fellows, der ersten freundlichen Gesellschaft in Auckland. Er war hartnäckiger in seiner Überzeugung, glaubte an die Besiedlung und Entwicklung von Auckland, glaubte an die versöhnliche Assimilierung der Māori, war für den Achtstundentag und für ein nationales Bildungssystem. Williamson war u. a. einer der drei Treuhänder des Auckland Museum.

### Kritiker
Seine Kritiker und Feinde zweifelten an der Aufrichtigkeit seiner religiösen Überzeugungen. John Logan Campbell, seinerzeit einflussreiche Person in Auckland warf ihm Heuchelei und fatale Schwächen in seinem Charakter vor und Campbells Partner William Brown, dessen politische Karriere er zerstörte, erkannte in dem Handeln von Williamson politisches Sektierertum.

## Tod
John Williamson verstarb am 16. Februar 1875 in seinem Haus im Stadtteil West Newton in Auckland. Er wurde auf dem Friedhof in Grafton beerdigt.